# イニゴ・コルドバ
イニゴ・コルドバ・ケレヘダ（Iñigo Córdoba Querejeta, 1997年3月13日 - ）は、スペイン・バスク州ビスカヤ県ビルバオ出身のプロサッカー選手。ポジションはFW。

## 来歴
12歳の時の2009年に、地元のアスレティック・ビルバオのカンテラに入団し、2014-15シーズンに3rdチームにあたるCDバスコニアでプロデビュー。同シーズンは34試合4得点を記録。
翌2015-16シーズンには2ndチームにあたるビルバオ・アスレティックに昇格し、2シーズンプレー。
2017-18シーズンにトップチームに昇格。2017年8月20日のヘタフェCF戦で、後半途中にミケル・バレンシアガとの交代出場でプリメーラ・ディビシオン初出場。2018年4月9日のビジャレアルCF戦で、トップリーグ初ゴールを記録。同月16日には、アスレティック・ビルバオと2022年までの契約に合意した。
2021年2月1日、シーズン終了時までデポルティーボ・アラベスにローンで加入する事が発表された。
2021年8月31日、エールディヴィジのゴー・アヘッド・イーグルスに1シーズンのレンタル移籍が決定し、9月11日のSCカンブール戦で初出場。
その後は、主力としてチーム最多となるリーグ戦9ゴールを挙げる活躍を見せ、クラブの1部残留に貢献した。
2022年7月7日、アスレティック・ビルバオとの契約を解除する事を発表した。
2022年7月22日、フォルトゥナ・シッタートに2年契約で加入した。

## 代表経歴
2013年から、ユース世代のスペイン代表に、随時招集されている。

## 家族
2歳上の兄、アイトールは2部のブルゴスCFに所属。また、3歳下の弟アシエルは3部のSDログロニェスに所属している。